# Khatiguda
Khatiguda è una suddivisione dell'India, classificata come census town, di 6.398 abitanti, situata nel distretto di Nabarangpur, nello stato federato dell'Orissa. In base al numero di abitanti la città rientra nella classe V (da 5.000 a 9.999 persone).

## Geografia fisica
La città è situata a 19° 15' 21 N e 82° 47' 13 E.

## Società

### Evoluzione demografica
Al censimento del 2001 la popolazione di Khatiguda assommava a 6.398 persone, delle quali 3.300 maschi e 3.098 femmine. I bambini di età inferiore o uguale ai sei anni assommavano a 792, dei quali 399 maschi e 393 femmine. Infine, coloro che erano in grado di saper almeno leggere e scrivere erano 4.482, dei quali 2.590 maschi e 1.892 femmine.